# 第一回在日宣教師会議
第一回在日宣教師会議（だいいっかい ざいにちせんきょうしかいぎ）は、1872年9月20日から5日間、横浜居留地39番のJ・C・ヘボン邸で開催された、長老派・改革派・会衆派・バプテスト派・聖公会・ユニオン・チャーチ代表・ミッション・ホーム・日本基督公会などの在日プロテスタント各教派のミッションの宣教師による最初の合同会議である。横浜宣教師会議ともいう。

## 内容
当時来日していた宣教師たちが日本伝道の方策を練り、教派間の友好協力を深めるために行われた。
会議では新約聖書の翻訳委員会の設置が決定され、聖書翻訳（明治元訳聖書）が開始された。また、日本の教会の組織についても話し合われ、S・R・ブラウン、J・H・バラなどが、超教会の唯一のプロテスタント教会の設立を提唱した。しかし、ヘボンとクリストファー・カロザースは伝統的長老主義者として反対した。しかし、ヘボンは日本の事情を考慮して、教派主義には拘泥せず、会議の決議である長教派主義協会の建設努力には賛成票を投じた。
日本人教会の設立は、各教派宣教師の主張が激しく対立して、激論の中で「一名一会説」さえ登場した。それは、すでに設立された日本基督公会が所属が不明確であったことが原因であった。

## 参加者
- J・C・ヘボン
- デイヴィッド・タムソン
- クリストファー・カロザース
- ヘンリー・ルーミス
- E・R・ミラー
- S・R・ブラウン
- J・H・バラ
- チャールズ・ウォルフ
- ヘンリー・スタウト
- D・C・グリーン
- O・H・ギューリック
- J・D・デイヴィス
- M・L・ゴードン
- サイル
- ネルソン